# 洛林公爵安托萬
安托萬（法語：Antoine；1489年6月4日—1544年6月14日），綽號「好人」。自從1508年至1544年擔任洛林公爵。安托萬成長於法國宮廷，曾分別在法王路易十二與法蘭索瓦一世的指揮下參加法蘭西王國在義大利地區的軍事行動。德意志農民戰爭中，他擊敗兩支軍隊奪回薩韋爾訥與塞萊斯塔，並在1542年的紐倫堡條約中，讓洛林公國脫離神聖羅馬帝國。1544年，一支隸屬於神圣罗马帝国皇帝查理五世的軍隊趁安托萬重病時，入侵洛林借道進攻法國。安托萬帶病逃離帝國軍隊，在巴勒迪克病逝。

## 生平
安托萬於1489年6月4日出生在巴勒迪克，是洛林公爵勒內二世與菲利帕·德·海爾德之子。他與兄弟克洛德曾待在法王路易十二的宮廷長達七年，並與未來的法國國王，昂古莱姆公爵法蘭索瓦成為好友。安托萬在他父親去世後，於1508年12月繼承為洛林公爵。1530年，安托萬與兄弟達成協議將家族的領地分割成兩份，安托萬得到洛林與巴爾公國，克洛德得到吉斯公國。
1509年，他將公國的統治權轉交給他的母親與圖爾主教，跟隨路易十二參與法國在北義大利地區的軍事行動，並在阿尼亞代洛戰役擔任一支部隊的指揮官。之後路易十二去世後，他又在法蘭索瓦指揮下投入義大利戰場，並參與1515年9月13日的馬里尼亞諾戰役。他因為洛林的政治問題被召回國，未能參加決定性的帕維亞戰役。法王法蘭索瓦在這場戰役中被俘，而安托萬的兄弟朗貝斯克伯爵法蘭索瓦則戰死沙場。

## 農民戰爭
安托萬被迫面對宗教改革風潮在洛林蔓延，於1523年12月26日發布一項反對改革的法令。然而情勢在隔年惡化，一場被後世稱為德意志農民戰爭的起義在阿爾薩斯爆發。起義軍佔領薩韋爾訥並嘗試征服孚日圣迪耶，比特舍蘭的農民也在1525年5月起義。安托萬發動遠征，於5月16日在薩韋爾訥屠殺一支農民軍隊，接著於5月20日在塞萊斯塔決定性地擊敗另一支農民軍。

## 公國法統地位
儘管安托萬在法蘭西王國與神聖羅馬帝國的戰爭中保持中立，他仍將兒子法蘭索瓦送至法國宮廷學習，並於1527年讓法蘭索瓦與克萊沃的安娜訂婚。安托萬也在1529年的維也納之圍中派遣數百名士兵對抗鄂圖曼帝國，以改善他與德意志邦國領主的關係。他曾在1532年向帝國議會派遣法律特使以確定洛林公國在神聖羅馬帝國的法統地位，但最終無疾而終。
1538年，安托萬在舅舅海爾德的卡雷爾去世後宣稱繼承海爾德公爵與聚特芬伯爵爵位，但未能獲得認可。1541年，他讓繼承人法蘭索瓦與神圣罗马帝國皇帝查理五世的侄女丹麥的克莉絲汀結為夫妻。1542年8月26日，他與查理五世簽訂紐倫堡條約，洛林公國脫離帝國的掌控獲得獨立。他在1542年戰爭爆發之時作為和平特使調解法王法蘭索瓦與神聖羅馬皇帝查理的衝突，並打算親自拜訪查理與法蘭索瓦，但他因為痛风最終只與查理會面，只能派遣繼承人法蘭索瓦拜訪法王法蘭索瓦。安托萬在中年後飽受痛風影響，並曾要求侄女瑪麗·德·吉斯送他一匹哈克尼馬，因為他認為騎哈克尼馬相較於其他馬，較能減輕他的痛風症狀。

## 死亡與後果
1544年5月，查理五世皇帝的軍隊進軍洛林以借道進攻法國，而英王亨利八世同時以加萊為基地進攻法國北部。安托萬因為病痛無法組織起有效的反抗，只能撤退至巴勒迪克，並於1544年6月14日病逝在該地。
安托萬的長子法蘭索瓦繼承洛林公爵的爵位，但僅統治一年就在1545年去世。法蘭索瓦的兒子查理即位為洛林公爵，他的母親丹麥的克莉絲汀擔任攝政。1552年，法王亨利二世探訪查理並決定將其帶到法國宮廷接受教育，洛林公國的攝政權則轉交給他的叔叔梅克爾公爵尼古拉。1559年，吉斯家族因擔心神聖羅馬帝國對洛林的影響，安排查理與亨利二世和凯瑟琳·德·美第奇的女兒法國公主克洛德結婚。

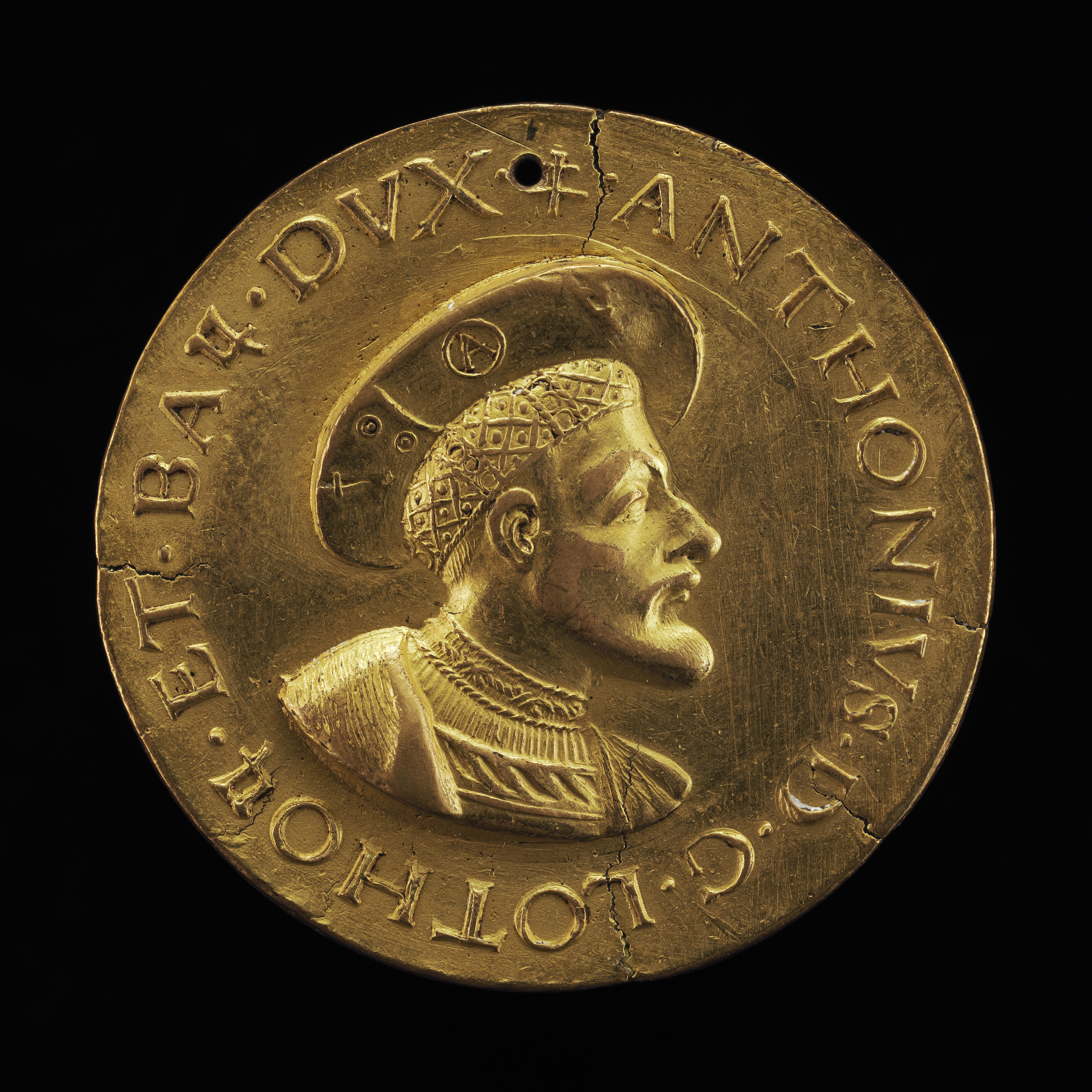
安托萬（1489年—1544年），洛林與巴爾公爵。1508年的錢幣

## 家庭
1515年6月26日，他娶了蒙龐西耶伯爵吉爾貝與克拉拉·剛薩加的女兒芮內·德·波旁為妻。
他們的孩子有：
- 洛林公爵法蘭索瓦一世（1517年—1545年）妻子為丹麥的克里斯蒂娜（1521年—1590年）[2]
- 梅克爾公爵尼古拉（英语：Nicholas, Duke of Mercœur）（1524年—1577年）第一任妻子為瑪格麗特·德·埃格蒙（1517年—1554年），第二任妻子為薩伏依公主喬安娜（1532年—1568年），第三任妻子為洛林公主凱薩琳（1550年—1606年）。[26][2]
- 奧蘭治親王女親王安娜（英语：Anna of Lorraine）（1522年—1568年）第一任丈夫為奧蘭治親王勒內·德·沙龍（1519年—1544年），[27]第二任丈夫為阿爾喬特公爵菲利普二世（英语：Philip II, Duke of Aerschot）（1496年—1549年）。[28]

## 另見
- 洛林公爵家譜

## 註腳
1. ↑  Bogdan 2013，第285頁.
2. 1 2 3  Carroll 2009，第310頁.
3. ↑  Bietenholz 2003，第349頁.
4. ↑  Monter 2007，第38頁.
5. 1 2  Bogdan 2013，第108頁.
6. ↑  Copenhaver 1978，第58頁.
7. ↑  Carroll 2009，第24頁.
8. 1 2 3  Bogdan 2013，第109頁.
9. ↑  Bogdan 2013，第110頁.
10. ↑  Blickle 1981，第165頁.
11. ↑  Bercé 1987，第156頁.
12. ↑  von Greyerz 1980，第45頁.
13. 1 2  Monter 2007，第45頁.
14. ↑  Monter 2007，第46頁.
15. ↑  Warnicke 2000，第82頁.
16. ↑  Monter 2007，第45–46頁.
17. ↑  Lipp 2011，第20頁.
18. ↑  Monter 2007，第47頁.
19. ↑  Wood 1923，第33–34頁.
20. ↑  Tucker 2010，第511–512頁.
21. ↑  Bogdan 2013，第117頁.
22. ↑  Bogdan 2013，第119頁.
23. 1 2  Carroll 2009，第69頁.
24. ↑  Knecht 1999，第45頁.
25. ↑  Knecht 1999，第49頁.
26. ↑  George 1875，第table XXX頁.
27. ↑  Braye 1924，第7頁.
28. ↑  Ward, Prothero & Leathes 1911，第table 34頁.